# 渡辺哲史
渡辺 哲史（わたなべ てつし 、2002年4月1日 - ）は、東京都出身の日本の俳優である。スターダストプロモーションに所属していた。

## 出演

### テレビドラマ
- 津軽海峡ミステリー航路 -第7作（2008年、フジテレビ）- 新川拓海役
- 花衣夢衣（2008年、フジテレビ）- 羽嶋晃一役
- ラスト・フレンズ（2008年、フジテレビ）- タケル幼少期
- サラリーマンNEO（2010年5月、NHK）- たくや役
- 花嫁のれん（2010年9月、フジテレビ）- 森本大輝役
- 確証〜警視庁捜査3課 第4話（2013年5月6日、TBS）- 工藤優馬役
- ダンダリン 労働基準監督官（2013年、日本テレビ）- 紺野雄一役

### PV
- UNIST「ONE DAY」（2013年4月10日リリース）
- さくらしめじ「スタートダッシュ」（2018年）

### CM
- 丸美屋（麻婆豆腐）